# Liga dos Campeões da UEFA de 2015–16
A Liga dos Campeões da UEFA de 2015–16 foi a 61ª edição da Liga dos Campeões da UEFA, a maior competição de clubes europeus organizada pela UEFA. A final foi disputada no San Siro em Milão na Itália. O campeão  representou a UEFA na Copa do Mundo de Clubes da FIFA de 2016.
O Real Madrid se tornou campeão do torneio pela décima primeira vez após empatar com o Atlético de Madrid por 1-1 e levar nos pênaltis por 5-3

## Alterações de formato
O Comité Executivo da UEFA aprovou em maio de 2013 as seguintes alterações para a Liga dos Campeões da UEFA começando a partir da temporada 2015–16 (para o ciclo de três anos até a temporada 2017–18):
- O vencedor da temporada anterior da Uefa Europa League qualificar-se-á para a Liga dos Campeões da UEFA. Eles vão entrar, pelo menos, na rodada play-off, e irão entrar na fase de grupos, se a vaga reservada para os detentores do título da Liga dos Campeões não for utilizado.
- O limite anterior de um máximo de quatro equipas por associação será aumentado para cinco, isto significa que, se os detentores do título da Liga dos Campeões ou os detentores do título da Liga Europa são das três principais associações classificadas e acabarem dentro dos quatro primeiros do seu campeonato nacional, a equipa quarta colocada da sua associação não será impedida de participar no torneio. No entanto, se ambos os detentores do título da Liga dos Campeões e os detentores do título da Liga Europa são das três primeiras associações classificadas e terminarem fora dos quatro primeiros do seu campeonato nacional, a equipa quarto colocada de sua associação será movido para a Liga Europa.

## Distribuição de vagas e qualificação
Um total de 78 equipas das 53 de 54 federações da UEFA são esperadas que compitam na edição 2015–16 da Liga dos Campeões (a exceção é Liechtenstein, que não organiza um campeonato local). O ranking das federações é baseado Coeficiente do país que é usado para determinar o número de participantes nos últimos anos.
- Federações 1–3 classificam quatro equipas de cada.
- Federações 4–6 classificam três equipas de cada.
- Federações 7–15 classificam dois equipas de cada.
- Federações 16–54 (exceto Liechtenstein) classificam um time cada.
- Aos vencedores da Liga dos Campeões da UEFA de 2014–15 e Liga Europa da UEFA de 2014–15 são dadas a cada uma entrada adicional se não se qualificarem para a UEFA Champions League 2015-16 através da sua liga Nacional.

## Ranking das associações
Para a edição 2015–16, as associações foram alocadas seguindo o coeficiente do país, o qual é determinado pela performance nas competições europeias nas épocas de 2010–11 a 2014–15.
| Pos. | Federações      | Coef.  |     | Equipas |
| ---- | --------------- | ------ | --- | ------- |
| 1    | Espanha         | 97.713 | +1* | 4       |
| 2    | Inglaterra      | 84.748 |     | 4       |
| 3    | Alemanha        | 81.641 |     | 4       |
| 4    | Itália          | 66.938 |     | 3       |
| 5    | Portugal        | 62.299 |     | 3       |
| 6    | França          | 56.500 |     | 3       |
| 7    | Rússia          | 46.998 |     | 2       |
| 8    | Países Baixos   | 44.312 |     | 2       |
| 9    | Ucrânia         | 40.966 |     | 2       |
| 10   | Bélgica         | 36.500 |     | 2       |
| 11   | Turquia         | 34.200 |     | 2       |
| 12   | Grécia          | 33.600 |     | 2       |
| 13   | Suíça           | 33.225 |     | 2       |
| 14   | Áustria         | 30.925 |     | 2       |
| 15   | República Checa | 29.350 |     | 2       |
| 16   | Roménia         | 27.257 |     | 1       |
| 17   | Israel          | 26.875 |     | 1       |
| 18   | Chipre          | 23.250 |     | 1       |

| Pos. | Federações           | Coef.  | Equipas |
| ---- | -------------------- | ------ | ------- |
| 19   | Dinamarca            | 21.300 | 1       |
| 20   | Croácia              | 19.625 | 1       |
| 21   | Polónia              | 18.875 | 1       |
| 22   | Bielorrússia         | 18.625 | 1       |
| 23   | Escócia              | 16.566 | 1       |
| 24   | Suécia               | 16.325 | 1       |
| 25   | Bulgária             | 15.625 | 1       |
| 26   | Noruega              | 14.275 | 1       |
| 27   | Sérvia               | 14.125 | 1       |
| 28   | Hungria              | 11.625 | 1       |
| 29   | Eslovénia            | 11.000 | 1       |
| 29   | Eslováquia           | 11.000 | 1       |
| 31   | Moldávia             | 10.375 | 1       |
| 32   | Geórgia              | 9.875  | 1       |
| 33   | Cazaquistão          | 8.250  | 1       |
| 34   | Bósnia e Herzegovina | 7.500  | 1       |
| 35   | Finlândia            | 8.508  | 1       |

| Pos. | Federações       | Coef. | Equipas |
| ---- | ---------------- | ----- | ------- |
| 36   | Islândia         | 6.750 | 1       |
| 37   | Letônia          | 6.250 | 1       |
| 38   | Montenegro       | 6.000 | 1       |
| 39   | Albânia          | 5.500 | 1       |
| 40   | Lituânia         | 5.250 | 1       |
| 40   | Macedônia        | 5.250 | 1       |
| 42   | Irlanda          | 5.125 | 1       |
| 43   | Luxemburgo       | 4.875 | 1       |
| 44   | Malta            | 4.833 | 1       |
| 45   | Liechtenstein    | 4.500 | 0       |
| 46   | Irlanda do Norte | 3.625 | 1       |
| 47   | País de Gales    | 3.000 | 1       |
| 48   | Estónia          | 2.875 | 1       |
| 48   | Arménia          | 2.875 | 1       |
| 50   | Ilhas Faroé      | 2.125 | 1       |
| 51   | San Marino       | 0.999 | 1       |
| 52   | Andorra          | 0.833 | 1       |
| 53   | Gibraltar        | 0.000 | 1       |

- A Espanha teve 5 times, devido à conquista da Europa League pelo Sevilla (foi acrescentada uma vaga)

## Equipes classificadas
As seguintes equipes se classificaram para esta edição da competição.
| Fase de grupos            | Fase de grupos                | Fase de grupos           | Fase de grupos        |
| ------------------------- | ----------------------------- | ------------------------ | --------------------- |
| Barcelona (1º)            | Bayern de Munique (1º)        | Porto (2º)               | Gent (1º)             |
| Real Madrid (2º)          | Wolfsburg (2º)                | Paris Saint-Germain (1º) | Galatasaray (1º)      |
| Atlético de Madrid (3º)   | Borussia Mönchengladbach (3º) | Lyon (2º)                | Olympiacos (1º)       |
| Chelsea (1º)              | Juventus (1º)                 | Zenit (1º)               | Sevilla (UEL)         |
| Manchester City (2º)      | Roma (2º)                     | PSV Eindhoven (1º)       |                       |
| Arsenal (3º)              | Benfica (1º)                  | Dínamo de Kiev (1º)      |                       |
| Play-offs de qualificação |                               |                          |                       |
| Campeões                  | Não-campeões                  | Não-campeões             | Não-campeões          |
|                           | Valencia (4º)                 | Bayer Leverkusen (4º)    | Sporting (3º)         |
| Manchester United (4º)    | Lazio (3º)                    |                          |                       |
| Terceira pré-eliminatória |                               |                          |                       |
| Campeões                  | Não-campeões                  | Não-campeões             | Não-campeões          |
| Basel (1º)                | Monaco (3º)                   | Brugge (2º)              | Rapid Viena (2º)      |
| Red Bull Salzburg (1º)    | CSKA Moscou (2º)              | Fenerbahçe (2º)          | Sparta Praga (2º)     |
| Viktoria Plzeň (1º)       | Ajax (2º)                     | Panathinaikos (2º)       |                       |
|                           | Shakhtar Donetsk (2º)         | Young Boys (2º)          |                       |
| Segunda pré-eliminatória  |                               |                          |                       |
| Steaua Bucareste (1º)     | Malmö (1º)                    | Qarabağ (1º)             | Skënderbeu Korçë (1º) |
| Maccabi Tel Aviv (1º)     | Ludogorets (1º)               | Dila Gori (1º)           | Žalgiris Vilnius (1º) |
| APOEL (1º)                | Molde (1º)                    | Astana (1º)              | Vardar (1º)           |
| Midtjylland (1º)          | Partizan (1º)                 | Sarajevo (1º)            | Dundalk (1º)          |
| Dínamo Zagreb (1º)        | Videoton (1º)                 | HJK (1º)                 | Fola Esch (1º)        |
| Lech Poznań (1º)          | Maribor (1º)                  | Stjarnan (1º)            | Hibernians (1º)       |
| BATE Borisov (1º)         | Trenčín (1º)                  | Ventspils (1º)           |                       |
| Celtic (1º)               | Milsami Orhei (1º)            | Rudar Pljevlja (1º)      |                       |
| Primeira pré-eliminatória |                               |                          |                       |
| Crusaders (1º)            | Pyunik (1º)                   | B36 Tórshavn (1º)        | FC Santa Coloma (1º)  |
| The New Saints (1º)       | Levadia Tallinn (1º)          | Folgore (1º)             | Lincoln Red Imps (1º) |

## Calendário
Todos os sorteios são realizados na sede da UEFA em Nyon na Suíça, exceto o sorteio para a fase de grupos que é realizado em Mônaco.
| Fase           | Rodada                    | Data do sorteio               | Partida de ida                        | Partida de volta                      |
| -------------- | ------------------------- | ----------------------------- | ------------------------------------- | ------------------------------------- |
| Qualificação   | Primeira pré-eliminatória | 22 de junho de 2015           | 30 de junho–1 julho de 2015           | 7 julho de 2015                       |
| Qualificação   | Segunda pré-eliminatória  | 22 de junho de 2015           | 14–15 de julho de 2015                | 21–22 de julho de 2015                |
| Qualificação   | Terceira pré-eliminatória | 17 de julho de 2015           | 28–29 de julho de 2015                | 4–5 de agosto de 2015                 |
| Play-off       | Fase de play-off          | 7 de agosto de 2015           | 18–19 de agosto de 2015               | 25–26 de agosto de 2015               |
| Fase de grupos | Primeira rodada           | 27 de agosto de 2015 (Mônaco) | 15–16 de setembro de 2015             | 15–16 de setembro de 2015             |
| Fase de grupos | Segunda rodada            | 27 de agosto de 2015 (Mônaco) | 29–30 de setembro de 2015             | 29–30 de setembro de 2015             |
| Fase de grupos | Terceira rodada           | 27 de agosto de 2015 (Mônaco) | 20–21 de outubro de 2015              | 20–21 de outubro de 2015              |
| Fase de grupos | Quarta rodada             | 27 de agosto de 2015 (Mônaco) | 3–4 de novembro de 2015               | 3–4 de novembro de 2015               |
| Fase de grupos | Quinta rodada             | 27 de agosto de 2015 (Mônaco) | 24–25 de novembro de 2015             | 24–25 de novembro de 2015             |
| Fase de grupos | Sexta rodada              | 27 de agosto de 2015 (Mônaco) | 8–9 de dezembro de 2015               | 8–9 de dezembro de 2015               |
| Fase final     | Oitavos de final          | 14 de dezembro de 2015        | 16–17 & 23–24 de fevereiro de 2016    | 8–9 & 15–16 de março de 2016          |
| Fase final     | Quartas de final          | 18 de março de 2016           | 5–6 de abril de 2016                  | 12–13 de abril de 2016                |
| Fase final     | Semifinais                | 15 de abril de 2016           | 26–27 de abril de 2016                | 3–4 de Maio de 2016                   |
| Fase final     | Final                     | 15 de abril de 2016           | 28 de maio de 2016 no São Siro, Milão | 28 de maio de 2016 no São Siro, Milão |

## Rodadas de qualificação

### Primeira pré-eliminatória
O sorteio para a primeira e segunda pré-eliminatórias foi realizado em 22 de junho de 2015. As partidas de ida foram disputadas em 30 de junho e 1 de julho, e as partidas de volta foram disputadas em 7 de julho de 2015. Um total de oito equipas disputaram esta fase.
| Equipe 1         | Total    | Equipe 2        | 1.º jogo | 2.º jogo |
| ---------------- | -------- | --------------- | -------- | -------- |
| Lincoln Red Imps | 2–1      | FC Santa Coloma | 0–0      | 2–1      |
| Crusaders        | 1–1 (gf) | Levadia Tallinn | 0–0      | 1–1      |
| Pyunik           | 4–2      | Folgore         | 2–1      | 2–1      |
| B36 Tórshavn     | 2–6      | The New Saints  | 1–2      | 1–4      |

### Segunda pré-eliminatória
O sorteio para esta fase foi realizado a 22 de junho de 2015. As partidas de ida foram disputadas em 14 e 15 de julho, e as partidas de volta foram disputadas em 21 e 22 de julho de 2015. Um total de 34 equipas jogam na segunda pré-eliminatória: 30 equipas que entram nesta rodada, e os quatro vencedores da primeira pré-eliminatória.
| Equipe 1         | Total    | Equipe 2         | 1.º jogo | 2.º jogo  |
| ---------------- | -------- | ---------------- | -------- | --------- |
| Hibernians       | 3–6      | Maccabi Tel Aviv | 2–1      | 1–5       |
| APOEL            | 1–1 (gf) | Vardar           | 0–0      | 1–1       |
| Qarabağ          | 1–0      | Rudar Pljevlja   | 0–0      | 1–0       |
| Sarajevo         | 0–3      | Lech Poznań      | 0–2      | 0–1       |
| Maribor          | 2–3      | Astana           | 1–0      | 1–3       |
| BATE Borisov     | 2–1      | Dundalk          | 2–1      | 0–0       |
| Ventspils        | 1–4      | HJK              | 1–3      | 0–1       |
| Midtjylland      | 3–0      | Lincoln Red Imps | 1–0      | 2–0       |
| Molde            | 5–1      | Pyunik           | 5–0      | 0–1       |
| Malmö            | 1–0      | Žalgiris Vilnius | 0–0      | 1–0       |
| Celtic           | 6–1      | Stjarnan         | 2–0      | 4–1       |
| Trenčín          | 3–4      | Steaua Bucareste | 0–2      | 3–2       |
| Partizan         | 3–0      | Dila Gori        | 1–0      | 2–0       |
| Ludogorets       | 1–3      | Milsami Orhei    | 0–1      | 1–2       |
| Dínamo Zagreb    | 4–1      | Fola Esch        | 1–1      | 3–0       |
| Skënderbeu Korçë | 6–4      | Crusaders        | 4–1      | 2–3       |
| The New Saints   | 1–2      | Videoton         | 0–1      | 1–1 (pro) |

### Terceira pré-eliminatória
O sorteio para esta fase ocorreu em 17 de julho de 2015. A terceira pré-eliminatória é dividida em duas seções distintas: caminho dos campeões e dos não-campeões. As equipes perdedoras em ambas as seções entram na fase de play-off da Liga Europa da UEFA de 2015–16. As partidas de ida foram disputadas em 28 e 29 de julho, e as partidas de volta foram disputadas nos dias 4 e 5 de agosto de 2015.
Um total de 30 equipas disputam a terceira pré-eliminatória.
| Equipe 1                 | Total                | Equipe 2             | 1.º jogo             | 2.º jogo             |                      |
| Caminho dos Campeões     | Caminho dos Campeões | Caminho dos Campeões | Caminho dos Campeões | Caminho dos Campeões | Caminho dos Campeões |
| ------------------------ | -------------------- | -------------------- | -------------------- | -------------------- | -------------------- |
| Lech Poznań              | 1–4                  | Basel                | 1–3                  | 0–1                  |                      |
| Milsami Orhei            | 0–4                  | Skënderbeu Korçë     | 0–2                  | 0–2                  |                      |
| HJK                      | 3–4                  | Astana               | 0–0                  | 3–4                  |                      |
| Celtic                   | 1–0                  | Qarabağ              | 1–0                  | 0–0                  |                      |
| Steaua Bucareste         | 3–5                  | Partizan             | 1–1                  | 2–4                  |                      |
| Midtjylland              | 2–2 (gf)             | APOEL                | 1–2                  | 1–0                  |                      |
| Maccabi Tel Aviv         | 3–2                  | Viktoria Plzeň       | 1–2                  | 2–0                  |                      |
| Dínamo Zagreb            | 4–4 (gf)             | Molde                | 1–1                  | 3–3                  |                      |
| Videoton                 | 1–2                  | BATE Borisov         | 1–1                  | 0–1                  |                      |
| Red Bull Salzburg        | 2–3                  | Malmö                | 2–0                  | 0–3                  |                      |
| Caminho dos Não-Campeões |                      |                      |                      |                      |                      |
| Panathinaikos            | 2–4                  | Club Brugge          | 2–1                  | 0–3                  |                      |
| Young Boys               | 1–7                  | Monaco               | 1–3                  | 0–4                  |                      |
| CSKA Moscou              | 5–4                  | Sparta Praga         | 2–2                  | 3–2                  |                      |
| Rapid Wien               | 5–4                  | Ajax                 | 2–2                  | 3–2                  |                      |
| Fenerbahçe               | 0–3                  | Shakhtar Donetsk     | 0–0                  | 0–3                  |                      |

### Rodada de play-off
A rodada play-off é dividida em duas seções distintas: Caminho dos Campeões (para Liga dos Campeões) e League Route (para liga não-campeões). As equipes perdedoras em ambas as seções entram no play-off da Liga Europa da UEFA de 2015–16.
O sorteio para esta fase foi realizado em 7 de agosto de 2015. As partidas de ida foram disputadas em 18 e 19 de agosto, e as partidas de volta foram disputadas em 25 e 26 de agosto de 2015. Um total de 20 equipes participam desta fase.
| Equipe 1                 | Total                | Equipe 2             | 1.º jogo             | 2.º jogo             |                      |
| Caminho dos Campeões     | Caminho dos Campeões | Caminho dos Campeões | Caminho dos Campeões | Caminho dos Campeões | Caminho dos Campeões |
| ------------------------ | -------------------- | -------------------- | -------------------- | -------------------- | -------------------- |
| Astana                   | 2–1                  | APOEL                | 1–0                  | 1–1                  |                      |
| Skënderbeu Korçë         | 2–6                  | Dínamo Zagreb        | 1–2                  | 1–4                  |                      |
| Celtic                   | 3–4                  | Malmö                | 3–2                  | 0–2                  |                      |
| Basel                    | 3–3 (gf)             | Maccabi Tel Aviv     | 2–2                  | 1–1                  |                      |
| BATE Borisov             | 2–2 (gf)             | Partizan             | 1–0                  | 1–2                  |                      |
| Caminho dos não-campeões |                      |                      |                      |                      |                      |
| Lazio                    | 1–3                  | Bayer Leverkusen     | 1–0                  | 0–3                  |                      |
| Manchester United        | 7–1                  | Club Brugge          | 3–1                  | 4–0                  |                      |
| Sporting                 | 3–4                  | CSKA Moscou          | 2–1                  | 1–3                  |                      |
| Rapid Wien               | 2–3                  | Shakhtar Donetsk     | 0–1                  | 2–2                  |                      |
| Valencia                 | 4–3                  | Monaco               | 3–1                  | 1–2                  |                      |

## Fase de grupos
A fase de grupos conta com 32 equipas distribuídas em 8 grupos de 4 equipas cada. As equipas enfrentam-se em partidas de ida e volta dentro dos seus grupos e as duas primeiras classificam-se para a fase oitavos de final. A terceira colocada classifica-se para a fase de dezasseis-avos da Liga Europa da UEFA de 2015–16. As 32 equipas foram divididas em quatro potes com base no Ranking da UEFA, com o detentor do título a ser colocado no pote 1 automaticamente.
Em cada grupo, as equipas jogam entre si em duelos em casa e fora. As partidas estão marcadas para: 15-16 de setembro, 29-30 de setembro, 20-21 de outubro, 03-4 de novembro, 24-25 de novembro, e 8-9 de dezembro de 2015.

### Sorteio
O sorteio para a fase de grupos foi realizado em Mônaco em 27 de agosto de 2015. Na sequência de uma importante alteração regulamentar, o Pote 1 no sorteio da fase de grupos será formado pelos campeões das sete federações mais bem classificadas: Espanha, Inglaterra, Alemanha, Itália, Portugal, França e Rússia. No entanto, como o Barcelona também ganhou a Liga espanhola esse lugar irá foi passado ao PSV, vencedor do campeonato Holandês, oitava federação melhor classificada.
| Pote 1             | Coef.   |
| ------------------ | ------- |
| Real Madrid        | 171.999 |
| Barcelona          | 164.999 |
| Bayern de Munique  | 154.883 |
| Chelsea            | 142.078 |
| Atlético de Madrid | 120.999 |
| Benfica            | 118.276 |
| Porto              | 111.276 |
| Arsenal            | 110.078 |

| Pote 2              | Coef.   |
| ------------------- | ------- |
| Paris Saint-Germain | 100.483 |
| Valencia            | 99.999  |
| Juventus            | 95.102  |
| Zenit               | 90.099  |
| Manchester City     | 87.078  |
| Shakhtar Donetsk    | 86.033  |
| Manchester United   | 84.748  |
| Bayer Leverkusen    | 81.641  |

| Pote 3         | Coef.  |
| -------------- | ------ |
| Sevilla        | 80.499 |
| Lyon           | 72.983 |
| Dínamo de Kiev | 65.033 |
| Olympiacos     | 62.380 |
| PSV            | 58.185 |
| Galatasaray    | 50.020 |
| CSKA Moscou    | 46.998 |
| Roma           | 43.602 |

| Pote 4                   | Coef.  |
| ------------------------ | ------ |
| Gent                     | 36.500 |
| Borussia Mönchengladbach | 33.883 |
| Wolfsburg                | 31.883 |
| Dínamo Zagreb            | 24.700 |
| BATE Borisov             | 18.625 |
| Maccabi Tel-Aviv         | 18.200 |
| Malmö                    | 12.545 |
| Astana                   | 8.250  |

### Grupos
Os vencedores e os segundos classificados do grupo avançam para as oitavas de final, enquanto os terceiros colocados entrarão na Liga Europa da UEFA de 2015–16.
| Legenda                                                                          |
| Classificado às oitavas-de-final                                                 |
| Classificado à fase de dezesseis-avos de final da Liga Europa da UEFA de 2015–16 |
| Eliminado                                                                        |

#### Grupo A
| Pos | Equipe              | Pts | J | V | E | D | GP | GC | SG  | Classificado                     |  | RM  | PSG | SHK | MAL |
| --- | ------------------- | --- | - | - | - | - | -- | -- | --- | -------------------------------- |  | --- | --- | --- | --- |
| 1   | Real Madrid         | 16  | 6 | 5 | 1 | 0 | 19 | 3  | +16 | Classificado às oitavas de final |  | —   | 1–0 | 4–0 | 8–0 |
| 2   | Paris Saint-Germain | 13  | 6 | 4 | 1 | 1 | 12 | 1  | +11 | Classificado às oitavas de final |  | 0–0 | —   | 2–0 | 2–0 |
| 3   | Shakhtar Donetsk    | 3   | 6 | 1 | 0 | 5 | 7  | 14 | −7  | Transferido para Liga Europa     |  | 3–4 | 0–3 | —   | 4–0 |
| 4   | Malmö               | 3   | 6 | 1 | 0 | 5 | 1  | 21 | −20 | Eliminado                        |  | 0–2 | 0–5 | 1–0 | —   |

#### Grupo B
| Pos | Equipe            | Pts | J | V | E | D | GP | GC | SG | Classificado                     |  | WOL | PSV | MU  | CSKA |
| --- | ----------------- | --- | - | - | - | - | -- | -- | -- | -------------------------------- |  | --- | --- | --- | ---- |
| 1   | Wolfsburg         | 12  | 6 | 4 | 0 | 2 | 9  | 6  | +3 | Classificado às oitavas de final |  | —   | 2–0 | 3–2 | 1–0  |
| 2   | PSV Eindhoven     | 10  | 6 | 3 | 1 | 2 | 8  | 7  | +1 | Classificado às oitavas de final |  | 2–0 | —   | 2–1 | 2–1  |
| 3   | Manchester United | 8   | 6 | 2 | 2 | 2 | 7  | 7  | 0  | Transferido para Liga Europa     |  | 2–1 | 0–0 | —   | 1–0  |
| 4   | CSKA Moscou       | 4   | 6 | 1 | 1 | 4 | 5  | 9  | −4 | Eliminado                        |  | 0–2 | 3–2 | 1–1 | —    |

#### Grupo C
| Pos | Equipe             | Pts | J | V | E | D | GP | GC | SG | Classificado                     |  | ATL | BEN | GAL | AST |
| --- | ------------------ | --- | - | - | - | - | -- | -- | -- | -------------------------------- |  | --- | --- | --- | --- |
| 1   | Atlético de Madrid | 13  | 6 | 4 | 1 | 1 | 11 | 3  | +8 | Classificado às oitavas de final |  | —   | 1–2 | 2–0 | 4–0 |
| 2   | Benfica            | 10  | 6 | 3 | 1 | 2 | 10 | 8  | +2 | Classificado às oitavas de final |  | 1–2 | —   | 2–1 | 2–0 |
| 3   | Galatasaray        | 5   | 6 | 1 | 2 | 3 | 6  | 10 | −4 | Transferido para Liga Europa     |  | 0–2 | 2–1 | —   | 1–1 |
| 4   | Astana             | 4   | 6 | 0 | 4 | 2 | 5  | 11 | −6 | Eliminado                        |  | 0–0 | 2–2 | 2–2 | —   |

#### Grupo D
| Pos | Equipe                   | Pts | J | V | E | D | GP | GC | SG | Classificado                     |  | MC  | JUV | SEV | MGB |
| --- | ------------------------ | --- | - | - | - | - | -- | -- | -- | -------------------------------- |  | --- | --- | --- | --- |
| 1   | Manchester City          | 12  | 6 | 4 | 0 | 2 | 12 | 8  | +4 | Classificado às oitavas de final |  | —   | 1–2 | 2–1 | 4–2 |
| 2   | Juventus                 | 11  | 6 | 3 | 2 | 1 | 6  | 3  | +3 | Classificado às oitavas de final |  | 1–0 | —   | 2–0 | 0–0 |
| 3   | Sevilla                  | 6   | 6 | 2 | 0 | 4 | 8  | 11 | −3 | Transferido para Liga Europa     |  | 1–3 | 1–0 | —   | 3–0 |
| 4   | Borussia Mönchengladbach | 5   | 6 | 1 | 2 | 3 | 8  | 12 | −4 | Eliminado                        |  | 1–2 | 1–1 | 4–2 | —   |

#### Grupo E
| Pos | Equipe           | Pts | J | V | E | D | GP | GC | SG  | Classificado                     |  | BAR | ROM | LEV | BATE |
| --- | ---------------- | --- | - | - | - | - | -- | -- | --- | -------------------------------- |  | --- | --- | --- | ---- |
| 1   | Barcelona        | 14  | 6 | 4 | 2 | 0 | 15 | 4  | +11 | Classificado às oitavas de final |  | —   | 6–1 | 2–1 | 3–0  |
| 2   | Roma             | 6   | 6 | 1 | 3 | 2 | 11 | 16 | −5  | Classificado às oitavas de final |  | 1–1 | —   | 3–2 | 0–0  |
| 3   | Bayer Leverkusen | 6   | 6 | 1 | 3 | 2 | 13 | 12 | +1  | Transferido para Liga Europa     |  | 1–1 | 4–4 | —   | 4–1  |
| 4   | BATE Borisov     | 5   | 6 | 1 | 2 | 3 | 5  | 12 | −7  | Eliminado                        |  | 0–2 | 3–2 | 1–1 | —    |

#### Grupo F
| Pos | Equipe            | Pts | J | V | E | D | GP | GC | SG  | Classificado                     |  | BAY | ARS | OLY | DZG |
| --- | ----------------- | --- | - | - | - | - | -- | -- | --- | -------------------------------- |  | --- | --- | --- | --- |
| 1   | Bayern de Munique | 15  | 6 | 5 | 0 | 1 | 19 | 3  | +16 | Classificado às oitavas de final |  | —   | 5–1 | 4–0 | 5–0 |
| 2   | Arsenal           | 9   | 6 | 3 | 0 | 3 | 12 | 10 | +2  | Classificado às oitavas de final |  | 2–0 | —   | 2–3 | 3–0 |
| 3   | Olympiacos        | 9   | 6 | 3 | 0 | 3 | 6  | 13 | −7  | Transferido para Liga Europa     |  | 0–3 | 0–3 | —   | 2–1 |
| 4   | Dínamo Zagreb     | 3   | 6 | 1 | 0 | 5 | 3  | 14 | −11 | Eliminado                        |  | 0–2 | 2–1 | 0–1 | —   |

#### Grupo G
| Pos | Equipe           | Pts | J | V | E | D | GP | GC | SG  | Classificado                     |  | CHL | DKV | POR | MTA |
| --- | ---------------- | --- | - | - | - | - | -- | -- | --- | -------------------------------- |  | --- | --- | --- | --- |
| 1   | Chelsea          | 13  | 6 | 4 | 1 | 1 | 13 | 3  | +10 | Classificado às oitavas de final |  | —   | 2–1 | 2–0 | 4–0 |
| 2   | Dínamo de Kiev   | 11  | 6 | 3 | 2 | 1 | 8  | 4  | +4  | Classificado às oitavas de final |  | 0–0 | —   | 2–2 | 1–0 |
| 3   | Porto            | 10  | 6 | 3 | 1 | 2 | 9  | 8  | +1  | Transferido para Liga Europa     |  | 2–1 | 0–2 | —   | 2–0 |
| 4   | Maccabi Tel Aviv | 0   | 6 | 0 | 0 | 6 | 1  | 16 | −15 | Eliminado                        |  | 0–4 | 0–2 | 1–3 | —   |

#### Grupo H
| Pos | Equipe   | Pts | J | V | E | D | GP | GC | SG | Classificado                     |  | ZEN | GNT | VAL | LYO |
| --- | -------- | --- | - | - | - | - | -- | -- | -- | -------------------------------- |  | --- | --- | --- | --- |
| 1   | Zenit    | 15  | 6 | 5 | 0 | 1 | 13 | 6  | +7 | Classificado às oitavas de final |  | —   | 2–1 | 2–0 | 3–1 |
| 2   | Gent     | 10  | 6 | 3 | 1 | 2 | 8  | 7  | +1 | Classificado às oitavas de final |  | 2–1 | —   | 1–0 | 1–1 |
| 3   | Valencia | 6   | 6 | 2 | 0 | 4 | 5  | 9  | −4 | Transferido para Liga Europa     |  | 2–3 | 2–1 | —   | 0–2 |
| 4   | Lyon     | 4   | 6 | 1 | 1 | 4 | 5  | 9  | −4 | Eliminado                        |  | 0–2 | 1–2 | 0–1 | —   |

## Fase final
Nas fases finais, as equipes classificadas jogam em partidas eliminatórias de ida e volta, exceto no jogo final.

### Classificados às oitavas de final
| Grupo | Líderes de grupo   | Vice-líderes de grupo |
| ----- | ------------------ | --------------------- |
| A     | Real Madrid        | Paris Saint-Germain   |
| B     | Wolfsburg          | PSV Eindhoven         |
| C     | Atlético de Madrid | Benfica               |
| D     | Manchester City    | Juventus              |
| E     | Barcelona          | Roma                  |
| F     | Bayern de Munique  | Arsenal               |
| G     | Chelsea            | Dínamo de Kiev        |
| H     | Zenit              | Gent                  |

### Esquema
|  | Oitavas de final              | Oitavas de final              | Oitavas de final              | Oitavas de final              |   |                     | Quartas de final | Quartas de final | Quartas de final | Quartas de final |  |                         | Semifinais              | Semifinais              | Semifinais              | Semifinais              |                   |       | Final      | Final      |
|  | 16 de fevereiro a 16 de março | 16 de fevereiro a 16 de março | 16 de fevereiro a 16 de março | 16 de fevereiro a 16 de março |   |                     | 5 a 13 de abril  | 5 a 13 de abril  | 5 a 13 de abril  | 5 a 13 de abril  |  |                         | 26 de abril a 4 de maio | 26 de abril a 4 de maio | 26 de abril a 4 de maio | 26 de abril a 4 de maio |                   |       | 28 de maio | 28 de maio |
|  |                               |                               |                               |                               |   |                     |                  |                  |                  |                  |  |                         |                         |                         |                         |                         |                   |       |            |            |
|  | Paris Saint-Germain           | 2                             | 2                             | 4                             |   |                     |                  |                  |                  |                  |  |                         |                         |                         |                         |                         |                   |       |            |            |
|  | Chelsea                       | 1                             | 1                             | 2                             |   |                     |                  |                  |                  |                  |  |                         |                         |                         |                         |                         |                   |       |            |            |
|  | Chelsea                       | 1                             | 1                             | 2                             |   | Paris Saint-Germain | 2                | 0                | 2                |                  |  |                         |                         |                         |                         |                         |                   |       |            |            |
|  |                               |                               |                               |                               |   | Paris Saint-Germain | 2                | 0                | 2                |                  |  |                         |                         |                         |                         |                         |                   |       |            |            |
|  |                               | Manchester City               | 2                             | 1                             | 3 |                     |                  |                  |                  |                  |  |                         |                         |                         |                         |                         |                   |       |            |            |
|  | Dínamo de Kiev                | Manchester City               | 2                             | 1                             | 3 | 1                   | 0                | 1                |                  |                  |  |                         |                         |                         |                         |                         |                   |       |            |            |
|  | Dínamo de Kiev                |                               |                               |                               |   | 1                   | 0                | 1                |                  |                  |  |                         |                         |                         |                         |                         |                   |       |            |            |
|  | Manchester City               | 3                             | 0                             | 3                             |   |                     |                  |                  |                  |                  |  |                         |                         |                         |                         |                         |                   |       |            |            |
|  | Manchester City               | 3                             | 0                             | 3                             |   |                     |                  |                  |                  |                  |  | Manchester City         | 0                       | 0                       | 0                       |                         |                   |       |            |            |
|  |                               |                               |                               |                               |   |                     |                  |                  |                  |                  |  | Manchester City         | 0                       | 0                       | 0                       |                         |                   |       |            |            |
|  |                               | Real Madrid                   | 0                             | 1                             | 1 |                     |                  |                  |                  |                  |  |                         |                         |                         |                         |                         |                   |       |            |            |
|  | Gent                          | Real Madrid                   | 0                             | 1                             | 1 | 2                   | 0                | 2                |                  |                  |  |                         |                         |                         |                         |                         |                   |       |            |            |
|  | Gent                          |                               |                               |                               |   | 2                   | 0                | 2                |                  |                  |  |                         |                         |                         |                         |                         |                   |       |            |            |
|  | Wolfsburg                     | 3                             | 1                             | 4                             |   |                     |                  |                  |                  |                  |  |                         |                         |                         |                         |                         |                   |       |            |            |
|  | Wolfsburg                     | 3                             | 1                             | 4                             |   | Wolfsburg           | 2                | 0                | 2                |                  |  |                         |                         |                         |                         |                         |                   |       |            |            |
|  |                               |                               |                               |                               |   | Wolfsburg           | 2                | 0                | 2                |                  |  |                         |                         |                         |                         |                         |                   |       |            |            |
|  |                               | Real Madrid                   | 0                             | 3                             | 3 |                     |                  |                  |                  |                  |  |                         |                         |                         |                         |                         |                   |       |            |            |
|  | Roma                          | Real Madrid                   | 0                             | 3                             | 3 | 0                   | 0                | 0                |                  |                  |  |                         |                         |                         |                         |                         |                   |       |            |            |
|  | Roma                          |                               |                               |                               |   | 0                   | 0                | 0                |                  |                  |  |                         |                         |                         |                         |                         |                   |       |            |            |
|  | Real Madrid                   | 2                             | 2                             | 4                             |   |                     |                  |                  |                  |                  |  |                         |                         |                         |                         |                         |                   |       |            |            |
|  | Real Madrid                   | 2                             | 2                             | 4                             |   |                     |                  |                  |                  |                  |  |                         |                         |                         |                         |                         | Real Madrid (pen) | 1 (5) |            |            |
|  |                               |                               |                               |                               |   |                     |                  |                  |                  |                  |  |                         |                         |                         |                         |                         |                   | 1 (5) |            |            |
|  |                               | Atlético de Madrid            | 1 (3)                         |                               |   |                     |                  |                  |                  |                  |  |                         |                         |                         |                         |                         |                   |       |            |            |
|  | Arsenal                       | Atlético de Madrid            | 1 (3)                         | 0                             | 1 | 1                   |                  |                  |                  |                  |  |                         |                         |                         |                         |                         |                   |       |            |            |
|  | Arsenal                       |                               |                               | 0                             | 1 | 1                   |                  |                  |                  |                  |  |                         |                         |                         |                         |                         |                   |       |            |            |
|  | Barcelona                     | 2                             | 3                             | 5                             |   |                     |                  |                  |                  |                  |  |                         |                         |                         |                         |                         |                   |       |            |            |
|  | Barcelona                     | 2                             | 3                             | 5                             |   | Barcelona           | 2                | 0                | 2                |                  |  |                         |                         |                         |                         |                         |                   |       |            |            |
|  |                               |                               |                               |                               |   | Barcelona           | 2                | 0                | 2                |                  |  |                         |                         |                         |                         |                         |                   |       |            |            |
|  |                               | Atlético de Madrid            | 1                             | 2                             | 3 |                     |                  |                  |                  |                  |  |                         |                         |                         |                         |                         |                   |       |            |            |
|  | PSV Eindhoven                 | Atlético de Madrid            | 1                             | 2                             | 3 | 0                   | 0                | 0 (7)            |                  |                  |  |                         |                         |                         |                         |                         |                   |       |            |            |
|  | PSV Eindhoven                 |                               |                               |                               |   | 0                   | 0                | 0 (7)            |                  |                  |  |                         |                         |                         |                         |                         |                   |       |            |            |
|  | Atlético de Madrid (pen)      | 0                             | 0                             | 0 (8)                         |   |                     |                  |                  |                  |                  |  |                         |                         |                         |                         |                         |                   |       |            |            |
|  | Atlético de Madrid (pen)      | 0                             | 0                             | 0 (8)                         |   |                     |                  |                  |                  |                  |  | Atlético de Madrid (gf) | 1                       | 1                       | 2                       |                         |                   |       |            |            |
|  |                               |                               |                               |                               |   |                     |                  |                  |                  |                  |  | Atlético de Madrid (gf) | 1                       | 1                       | 2                       |                         |                   |       |            |            |
|  |                               | Bayern de Munique             | 0                             | 2                             | 2 |                     |                  |                  |                  |                  |  |                         |                         |                         |                         |                         |                   |       |            |            |
|  | Juventus                      | Bayern de Munique             | 0                             | 2                             | 2 | 2                   | 2                | 4                |                  |                  |  |                         |                         |                         |                         |                         |                   |       |            |            |
|  | Juventus                      |                               |                               |                               |   | 2                   | 2                | 4                |                  |                  |  |                         |                         |                         |                         |                         |                   |       |            |            |
|  | Bayern de Munique (pro)       | 2                             | 4                             | 6                             |   |                     |                  |                  |                  |                  |  |                         |                         |                         |                         |                         |                   |       |            |            |
|  | Bayern de Munique (pro)       | 2                             | 4                             | 6                             |   | Bayern de Munique   | 1                | 2                | 3                |                  |  |                         |                         |                         |                         |                         |                   |       |            |            |
|  |                               |                               |                               |                               |   | Bayern de Munique   | 1                | 2                | 3                |                  |  |                         |                         |                         |                         |                         |                   |       |            |            |
|  |                               | Benfica                       | 0                             | 2                             | 2 |                     |                  |                  |                  |                  |  |                         |                         |                         |                         |                         |                   |       |            |            |
|  | Benfica                       | Benfica                       | 0                             | 2                             | 2 | 1                   | 2                | 3                |                  |                  |  |                         |                         |                         |                         |                         |                   |       |            |            |
|  | Benfica                       |                               |                               |                               |   | 1                   | 2                | 3                |                  |                  |  |                         |                         |                         |                         |                         |                   |       |            |            |
|  | Zenit                         | 0                             | 1                             | 1                             |   |                     |                  |                  |                  |                  |  |                         |                         |                         |                         |                         |                   |       |            |            |

Nota: O esquema acima é usado somente para uma visualização melhor dos confrontos. Todos os confrontos desta fase são sorteados e não seguem a ordem mostrada.

### Oitavas de final
O sorteio para as oitavas de final ocorreu em 14 de dezembro de 2015 em Nyon. As partidas de ida foram disputadas em 16, 17, 23 e 24 de fevereiro de 2016, e as partidas de volta foram disputadas em 8, 9, 15 e 16 de março de 2016.
| Equipe 1            | Total       | Equipe 2           | 1.º jogo | 2.º jogo  |
| ------------------- | ----------- | ------------------ | -------- | --------- |
| Gent                | 2–4         | Wolfsburg          | 2–3      | 0–1       |
| Roma                | 0–4         | Real Madrid        | 0–2      | 0–2       |
| Paris Saint-Germain | 4–2         | Chelsea            | 2–1      | 2–1       |
| Arsenal             | 1–5         | Barcelona          | 0–2      | 1-3       |
| Juventus            | 4–6 (pro)   | Bayern de Munique  | 2–2      | 2–4 (pro) |
| PSV Eindhoven       | 0–0 (7–8 p) | Atlético de Madrid | 0–0      | 0–0 (pro) |
| Benfica             | 3–1         | Zenit              | 1–0      | 2–1       |
| Dínamo de Kiev      | 1–3         | Manchester City    | 1–3      | 0–0       |

### Quartas de final
O sorteio para as quartas de final ocorreu em 18 de março de 2016 em Nyon. As partidas de ida foram disputadas em 5 e 6 de abril, e as partidas de volta em 12 e 13 de abril de 2016.
| Equipe 1            | Total | Equipe 2           | 1.º jogo | 2.º jogo |
| ------------------- | ----- | ------------------ | -------- | -------- |
| Bayern de Munique   | 3–2   | Benfica            | 1–0      | 2–2      |
| Barcelona           | 2–3   | Atlético de Madrid | 2–1      | 0–2      |
| Wolfsburg           | 2–3   | Real Madrid        | 2–0      | 0–3      |
| Paris Saint-Germain | 2–3   | Manchester City    | 2–2      | 0–1      |

### Semifinais
O sorteio para as semifinais e final ocorreu em 15 de abril de 2016 em Nyon. As partidas de ida foram disputadas em 26 e 27 de abril de 2016, e as partidas de volta serão disputadas em 3 e 4 de maio de 2016.
| Equipe 1           | Total    | Equipe 2          | 1.º jogo | 2.º jogo |
| ------------------ | -------- | ----------------- | -------- | -------- |
| Manchester City    | 0–1      | Real Madrid       | 0–0      | 0–1      |
| Atlético de Madrid | (gf) 2–2 | Bayern de Munique | 1–0      | 1–2      |

### Final
A final foi disputada a 28 de maio de 2016 no San Siro, em Milão, Itália.
| 28 de maio de 2016 | Real Madrid | 1 – 1 (pro) | Atlético de Madrid | San Siro, Milão                               |
| 20:45 (UTC+2)      | Ramos 15'   | Relatório   | Carrasco 79'       | Público: 71 942 Árbitro: ENG Mark Clattenburg |

|                                    |       | Penalidades                    |  |
| Vásquez Marcelo Bale Ramos Ronaldo | 5 – 3 | Griezmann Gabi Ñíguez Juanfrán |  |

## Premiação
| Liga dos Campeões da UEFA de 2015–16 |
| Espanha                              |
| ------------------------------------ |
| Real Madrid (11º título)             |

## Estatísticas
Gols e Assistências contabilizados a partir da fase de grupos, excluindo as fases de qualificação.
Nomes em negrito são de jogadores e times que continuam na competição.
 Atualizado em 28 de maio de 2016
| Pos. | Jogador            | Equipe              | Gols | Tempo jogando |
| ---- | ------------------ | ------------------- | ---- | ------------- |
| 1    | Cristiano Ronaldo  | Real Madrid         | 16   | 1109'         |
| 2    | R. Lewandowski     | Bayern de Munique   | 9    | 942'          |
| 3    | Luís Suárez        | Barcelona           | 8    | 810'          |
| 3    | Thomas Müller      | Bayern de Munique   | 8    | 926'          |
| 5    | Antoine Griezmann  | Atlético de Madrid  | 7    | 1135'         |
| 6    | Lionel Messi       | Barcelona           | 6    | 630'          |
| 6    | Artem Dzyuba       | Zenit               | 6    | 633'          |
| 8    | Olivier Giroud     | Arsenal             | 5    | 384'          |
| 8    | Javier Hernández   | Bayer Leverkusen    | 5    | 487'          |
| 8    | Willian            | Chelsea             | 5    | 642'          |
| 8    | Zlatan Ibrahimović | Paris Saint-Germain | 5    | 880'          |
| 12   | Admir Mehmedi      | Bayer Leverkusen    | 4    | 371'          |
| 12   | Karim Benzema      | Real Madrid         | 4    | 526'          |
| 12   | Hulk               | Zenit               | 4    | 630'          |
| 12   | Nicolás Gaitán     | Benfica             | 4    | 701'          |

| Pos. | Jogador            | Equipe              | Assist. | Tempo jogando |
| ---- | ------------------ | ------------------- | ------- | ------------- |
| 1    | Kingsley Coman     | Bayern de Munique   | 5       | 426'          |
| 1    | Alexis Sánchez     | Arsenal             | 5       | 622'          |
| 1    | Neymar             | Barcelona           | 5       | 810'          |
| 4    | Wilfried Bony      | Manchester City     | 4       | 279'          |
| 4    | Hulk               | Zenit               | 4       | 630'          |
| 4    | Zlatan Ibrahimović | Paris Saint-Germain | 4       | 880'          |
| 4    | Cristiano Ronaldo  | Real Madrid         | 4       | 1109'         |
| 8    | Oleg Shatov        | Zenit               | 3       | 486'          |
| 8    | Hakan Çalhanoğlu   | Bayer Leverkusen    | 3       | 504'          |
| 8    | Raúl Jiménez       | Benfica             | 3       | 544'          |
| 8    | Nicolás Gaitán     | Benfica             | 3       | 701'          |
| 8    | Thiago Alcántara   | Bayern de Munique   | 3       | 719'          |
| 8    | Ángel Di María     | Paris Saint-Germain | 3       | 767'          |
| 8    | Luis Suárez        | Barcelona           | 3       | 810'          |
| 8    | Thomas Müller      | Bayern de Munique   | 3       | 926'          |
| 8    | Douglas Costa      | Bayern de Munique   | 3       | 927'          |
| 8    | Fernandinho        | Manchester City     | 3       | 1050'         |

### Hat-tricks
| Jogador            | Para              | Contra           | Resultado | Data                   | Ref.   |
| ------------------ | ----------------- | ---------------- | --------- | ---------------------- | ------ |
| Cristiano Ronaldo  | Real Madrid       | Shakhtar Donetsk | 4–0       | 15 de setembro de 2015 | [ 17 ] |
| Robert Lewandowski | Bayern de Munique | Dínamo Zagreb    | 5–0       | 29 de setembro de 2015 | [ 18 ] |
| Cristiano Ronaldo4 | Real Madrid       | Malmö            | 8–0       | 8 de dezembro de 2015  | [ 19 ] |
| Karim Benzema      | Real Madrid       | Malmö            | 8–0       | 8 de dezembro de 2015  | [ 19 ] |
| Olivier Giroud     | Arsenal           | Olympiacos       | 3–0       | 9 de dezembro de 2015  | [ 20 ] |
| Cristiano Ronaldo  | Real Madrid       | Wolfsburg        | 3–0       | 12 de abril de 2016    | [ 21 ] |

4 Jogador marcou quatro gols

## Classificação geral
| Classificação final              | Classificação final      | Classificação final | Classificação final | Classificação final | Classificação final | Classificação final | Classificação final | Classificação final | Classificação final | Classificação final | Classificação final |
| Pos.                             | Times                    | PG                  | J                   | V                   | E                   | D                   | GP                  | GC                  | SG                  |                     |                     |
| -------------------------------- | ------------------------ | ------------------- | ------------------- | ------------------- | ------------------- | ------------------- | ------------------- | ------------------- | ------------------- | ------------------- | ------------------- |
| Campeão                          |                          |                     |                     |                     |                     |                     |                     |                     |                     |                     |                     |
| 1                                | Real Madrid              | 30                  | 13                  | 9                   | 3                   | 1                   | 28                  | 6                   | 22                  |                     |                     |
| Vice-campeão                     |                          |                     |                     |                     |                     |                     |                     |                     |                     |                     |                     |
| 2                                | Atlético de Madrid       | 22                  | 13                  | 6                   | 4                   | 3                   | 18                  | 7                   | 11                  |                     |                     |
| Eliminados nas semifinais        |                          |                     |                     |                     |                     |                     |                     |                     |                     |                     |                     |
| 3                                | Bayern de Munique        | 26                  | 12                  | 8                   | 2                   | 2                   | 30                  | 11                  | 19                  |                     |                     |
| 4                                | Manchester City          | 21                  | 12                  | 6                   | 3                   | 3                   | 18                  | 12                  | 6                   |                     |                     |
| Eliminados nas quartas de finais |                          |                     |                     |                     |                     |                     |                     |                     |                     |                     |                     |
| 5                                | Barcelona                | 23                  | 10                  | 7                   | 2                   | 1                   | 22                  | 8                   | 14                  |                     |                     |
| 6                                | Wolfsburg                | 21                  | 10                  | 7                   | 0                   | 3                   | 15                  | 11                  | 4                   |                     |                     |
| 7                                | Paris Saint-Germain      | 20                  | 10                  | 6                   | 2                   | 2                   | 18                  | 6                   | 12                  |                     |                     |
| 8                                | Benfica                  | 17                  | 10                  | 5                   | 2                   | 3                   | 15                  | 12                  | 3                   |                     |                     |
| Eliminados nas oitavas de final  |                          |                     |                     |                     |                     |                     |                     |                     |                     |                     |                     |
| 9                                | Zenit                    | 15                  | 8                   | 5                   | 0                   | 3                   | 14                  | 9                   | 5                   |                     |                     |
| 10                               | Chelsea                  | 13                  | 8                   | 4                   | 1                   | 3                   | 15                  | 7                   | 8                   |                     |                     |
| 11                               | Juventus                 | 13                  | 8                   | 3                   | 4                   | 1                   | 10                  | 7                   | 3                   |                     |                     |
| 12                               | Dínamo de Kiev           | 12                  | 8                   | 3                   | 3                   | 2                   | 9                   | 7                   | 2                   |                     |                     |
| 13                               | PSV Eindhoven            | 12                  | 8                   | 3                   | 3                   | 2                   | 8                   | 7                   | 1                   |                     |                     |
| 14                               | Gent                     | 10                  | 8                   | 3                   | 1                   | 4                   | 8                   | 10                  | -2                  |                     |                     |
| 15                               | Arsenal                  | 9                   | 8                   | 3                   | 0                   | 5                   | 13                  | 15                  | -2                  |                     |                     |
| 16                               | Roma                     | 6                   | 8                   | 1                   | 3                   | 4                   | 11                  | 20                  | -9                  |                     |                     |
| Eliminados na fase de grupos     |                          |                     |                     |                     |                     |                     |                     |                     |                     |                     |                     |
| 17                               | Porto                    | 10                  | 6                   | 3                   | 1                   | 2                   | 9                   | 8                   | 1                   |                     |                     |
| 18                               | Olympiacos               | 9                   | 6                   | 3                   | 0                   | 3                   | 6                   | 13                  | –7                  |                     |                     |
| 19                               | Manchester United        | 8                   | 6                   | 2                   | 2                   | 2                   | 7                   | 7                   | 0                   |                     |                     |
| 20                               | Bayer Leverkusen         | 6                   | 6                   | 1                   | 3                   | 2                   | 13                  | 12                  | 1                   |                     |                     |
| 21                               | Sevilla                  | 6                   | 6                   | 2                   | 0                   | 4                   | 8                   | 11                  | –3                  |                     |                     |
| 22                               | Valencia                 | 6                   | 6                   | 2                   | 0                   | 4                   | 5                   | 9                   | –4                  |                     |                     |
| 23                               | Borussia Mönchengladbach | 5                   | 6                   | 1                   | 2                   | 3                   | 8                   | 12                  | –4                  |                     |                     |
| 24                               | Galatasaray              | 5                   | 6                   | 1                   | 2                   | 3                   | 6                   | 10                  | –4                  |                     |                     |
| 25                               | BATE Borisov             | 5                   | 6                   | 1                   | 2                   | 3                   | 5                   | 12                  | –7                  |                     |                     |
| 26                               | CSKA Moscou              | 4                   | 6                   | 1                   | 1                   | 4                   | 5                   | 9                   | –4                  |                     |                     |
| 27                               | Lyon                     | 4                   | 6                   | 1                   | 1                   | 4                   | 5                   | 9                   | –4                  |                     |                     |
| 28                               | Astana                   | 4                   | 6                   | 0                   | 4                   | 2                   | 5                   | 11                  | –6                  |                     |                     |
| 29                               | Shakhtar Donetsk         | 3                   | 6                   | 1                   | 0                   | 5                   | 7                   | 14                  | –7                  |                     |                     |
| 30                               | Dínamo Zagreb            | 3                   | 6                   | 1                   | 0                   | 5                   | 3                   | 11                  | –8                  |                     |                     |
| 31                               | Malmö                    | 3                   | 6                   | 1                   | 0                   | 5                   | 1                   | 21                  | –20                 |                     |                     |
| 32                               | Maccabi Tel Aviv         | 0                   | 6                   | 0                   | 0                   | 6                   | 1                   | 16                  | –15                 |                     |                     |
| Eliminados nos play offs         |                          |                     |                     |                     |                     |                     |                     |                     |                     |                     |                     |
| 33                               | Celtic                   | 13                  | 6                   | 4                   | 1                   | 1                   | 10                  | 5                   | 5                   |                     |                     |
| 34                               | Partizan                 | 13                  | 6                   | 4                   | 1                   | 1                   | 10                  | 5                   | 5                   |                     |                     |
| 35                               | Skënderbeu               | 9                   | 6                   | 3                   | 0                   | 3                   | 12                  | 10                  | 2                   |                     |                     |
| 36                               | Basel                    | 8                   | 4                   | 2                   | 2                   | 0                   | 7                   | 4                   | 3                   |                     |                     |
| 37                               | APOEL                    | 6                   | 6                   | 1                   | 3                   | 2                   | 3                   | 4                   | -1                  |                     |                     |
| 38                               | Rapid Wien               | 5                   | 4                   | 1                   | 2                   | 1                   | 7                   | 7                   | 0                   |                     |                     |
| 39                               | Monaco                   | 3                   | 2                   | 1                   | 0                   | 1                   | 3                   | 4                   | -1                  |                     |                     |
| 40                               | Sporting                 | 3                   | 2                   | 1                   | 0                   | 1                   | 3                   | 4                   | -1                  |                     |                     |
| 41                               | Lazio                    | 3                   | 2                   | 1                   | 0                   | 1                   | 1                   | 3                   | -2                  |                     |                     |
| 42                               | Club Brugge              | 3                   | 4                   | 1                   | 0                   | 3                   | 5                   | 9                   | -4                  |                     |                     |

| 43                                   | Midtjylland       | 9 | 4 | 3 | 0 | 1 | 5 | 2 | 3  |
| 44                                   | HJK               | 7 | 4 | 2 | 1 | 1 | 7 | 5 | 2  |
| 45                                   | Lech Poznań       | 6 | 4 | 2 | 0 | 2 | 4 | 4 | 0  |
| 46                                   | Milsami           | 6 | 4 | 2 | 0 | 2 | 3 | 5 | -2 |
| 47                                   | Molde             | 5 | 4 | 1 | 2 | 1 | 9 | 5 | 4  |
| 48                                   | Videoton          | 5 | 4 | 1 | 2 | 1 | 3 | 3 | 0  |
| 49                                   | Qarabağ           | 5 | 4 | 1 | 2 | 1 | 1 | 1 | 0  |
| 50                                   | Steaua București  | 4 | 4 | 1 | 1 | 2 | 7 | 8 | -1 |
| 51                                   | Red Bull Salzburg | 3 | 2 | 1 | 0 | 1 | 2 | 3 | -1 |
| 52                                   | Viktoria Plzeň    | 3 | 2 | 1 | 0 | 1 | 2 | 3 | -1 |
| 53                                   | Panathinaikos     | 3 | 2 | 1 | 0 | 1 | 2 | 4 | -2 |
| 54                                   | Ajax              | 1 | 2 | 0 | 1 | 1 | 4 | 5 | -1 |
| 55                                   | Sparta Praha      | 1 | 2 | 0 | 1 | 1 | 4 | 5 | -1 |
| 56                                   | Fenerbahçe        | 1 | 2 | 0 | 1 | 1 | 0 | 3 | -3 |
| 57                                   | Young Boys        | 0 | 2 | 0 | 0 | 2 | 1 | 7 | -6 |
| Eliminados na 2ª fase qualificatória |                   |   |   |   |   |   |   |   |    |
| 58                                   | Pyunik            | 9 | 4 | 3 | 0 | 1 | 5 | 7 | -2 |
| 59                                   | The New Saints    | 7 | 4 | 2 | 1 | 1 | 6 | 2 | 4  |
| 60                                   | Crusaders         | 5 | 4 | 1 | 2 | 1 | 5 | 7 | -2 |
| 61                                   | Lincoln Red Imps  | 4 | 4 | 1 | 1 | 2 | 2 | 4 | -2 |
| 62                                   | Trenčín           | 3 | 2 | 1 | 0 | 1 | 3 | 4 | -1 |
| 63                                   | Maribor           | 3 | 2 | 1 | 0 | 1 | 2 | 3 | -1 |
| 64                                   | Hibernians        | 3 | 2 | 1 | 0 | 1 | 3 | 6 | -3 |
| 65                                   | Vardar            | 2 | 2 | 0 | 2 | 0 | 1 | 1 | 0  |
| 66                                   | Dundalk           | 1 | 2 | 0 | 1 | 1 | 1 | 2 | -1 |
| 67                                   | Rudar Pljevlja    | 1 | 2 | 0 | 1 | 1 | 0 | 1 | -1 |
| 68                                   | Žalgiris Vilnius  | 1 | 2 | 0 | 1 | 1 | 0 | 1 | -1 |
| 69                                   | Fola Esch         | 1 | 2 | 0 | 1 | 1 | 1 | 4 | -3 |
| 70                                   | Ludogorets        | 0 | 2 | 0 | 0 | 2 | 1 | 3 | -2 |
| 71                                   | Ventspils         | 0 | 2 | 0 | 0 | 2 | 1 | 4 | -3 |
| 72                                   | Dila              | 0 | 2 | 0 | 0 | 2 | 0 | 3 | -3 |
| 73                                   | Sarajevo          | 0 | 2 | 0 | 0 | 2 | 0 | 3 | -3 |
| 74                                   | Stjarnan          | 0 | 2 | 0 | 0 | 2 | 1 | 6 | -5 |
| Eliminados na 1ª fase qualificatória |                   |   |   |   |   |   |   |   |    |
| 75                                   | Levadia Tallinn   | 2 | 2 | 0 | 2 | 0 | 1 | 1 | 0  |
| 76                                   | Santa Coloma      | 1 | 2 | 0 | 1 | 1 | 1 | 2 | -1 |
| 77                                   | Folgore           | 0 | 2 | 0 | 0 | 2 | 2 | 4 | -2 |
| 78                                   | B36               | 0 | 2 | 0 | 0 | 2 | 2 | 6 | -4 |

|  |                                      |
|  | Campeão                              |
|  | Vice-campeão                         |
|  | Eliminados nas semifinais            |
|  | Eliminados nas quartas de finais     |
|  | Eliminados nas oitavas de finais     |
|  | Eliminados na fase de grupos         |
|  | Eliminados nos play offs             |
|  | Eliminados na 3ª fase qualificatória |
|  | Eliminados na 2ª fase qualificatória |
|  | Eliminados na 1ª fase qualificatória |